# Studienkolleg zu Berlin
Das Studienkolleg zu Berlin (SKB) war eine gemeinsame Initiative der Studienstiftung des deutschen Volkes und der Gemeinnützigen Hertie-Stiftung in Kooperation mit dem Wissenschaftskolleg zu Berlin und der Berlin-Brandenburgischen Akademie der Wissenschaften. Das Kolleg wurde im Jahr 2002 gegründet und hat insgesamt zwölf Jahrgänge hervorgebracht. Das Programm endete mit dem Jahrgang 2013/14.
Das Studienkolleg wurde durch die Rektoren Jürgen Trabant (2003–2008), Ulf B. Göbel (2008–2010) sowie die Rektorin Dagmar Schipanski (2011–2013) begleitet.

## Programminhalt
Ziel des Studienkollegs zu Berlin war es, dem europäischen Führungsnachwuchs für seine künftigen Aufgaben in Wissenschaft, Wirtschaft, Politik, Kultur und Verwaltung wichtige Kenntnisse über Ziele und Werte Europas mitzugeben. Es ermöglichte den Teilnehmerinnen und Teilnehmern, Europas Vielfalt im Kleinen zu erleben, und bot einen einzigartigen Raum, den eigenen Fragen an Europa nachzugehen – jenseits aller Fächer- und Ländergrenzen und Zwängen des universitären Betriebs.
Dazu lud das Studienkolleg jedes Jahr dreißig besonders begabte Studierende unterschiedlicher Fachrichtungen aus ganz Europa für elf Monate nach Berlin ein. Dort führten sie ihr Fachstudium fort und nahmen parallel dazu am Kollegprogramm teil. Dessen Herzstück war die Projektarbeit in international und interdisziplinär zusammengesetzten Teams zu aktuellen europäischen Fragestellungen. Ergänzt wurde die Projektarbeit durch wöchentliche Abendveranstaltungen sowie mehrere weiterbildende Seminare.

## Alumni & Alumnae
Am Studienkolleg zu Berlin haben insgesamt 407 Kollegiatinnen und Kollegiaten aus über 30 Ländern teilgenommen, darunter Felix Creutzig, Philip Kovce und Lion Hirth.
Die Alumni des Studienkollegs zu Berlin kommen auch weiterhin einmal im Jahr zu einem jahrgangsübergreifenden Treffen zusammen. Organisator ist der Alumni-Verein Netzwerk Europa, der seit 2008 besteht.

## Projektarbeiten des Studienkollegs zu Berlin
Einige der im Studienkolleg entwickelten Projekte wurden auch nach Ende des Kollegjahres weitergeführt und haben ihre Ergebnisse an anderer Stelle publiziert und präsentiert. Besonders hervorzuheben ist das Online-Magazin Europe and Me aus dem Jahrgang 2007/08, das 2011 mit dem Jugendkarlspreis ausgezeichnet wurde.